# Oabius arktaus
Oabius arktaus är en mångfotingart som beskrevs av Chamberlin 1946. Oabius arktaus ingår i släktet Oabius och familjen stenkrypare. Inga underarter finns listade i Catalogue of Life.